# Fredonia (Arkansas)
Fredonia (Biscoe) es un pueblo ubicado en el condado de Prairie en el estado estadounidense de Arkansas. En el Censo de 2010 tenía una población de 363 habitantes y una densidad poblacional de 150,54 personas por km².

## Geografía
Fredonia (Biscoe) se encuentra ubicado en las coordenadas 34°49′8″N 91°24′38″O / 34.81889, -91.41056. Según la Oficina del Censo de los Estados Unidos, Fredonia (Biscoe) tiene una superficie total de 2.41 km², de la cual 2.41 km² corresponden a tierra firme y (0%) 0 km² es agua.

## Demografía
Según el censo de 2010, había 363 personas residiendo en Fredonia (Biscoe). La densidad de población era de 150,54 hab./km². De los 363 habitantes, Fredonia (Biscoe) estaba compuesto por el 50.41% blancos, el 49.31% eran afroamericanos, el 0% eran amerindios, el 0% eran asiáticos, el 0% eran isleños del Pacífico, el 0.28% eran de otras razas y el 0% pertenecían a dos o más razas. Del total de la población el 1.1% eran hispanos o latinos de cualquier raza.